# جامع ملا قاسم
جامع ملا قاسم وهو أحد جوامع العاصمة دمشق الواقع في منطقة ركن الدين، يعد محمد دقوري خطيباً له 